# Elisabeth Florentine Bächtold
Elisabeth Florentine Bächtold, geborene Pöschmann, (* 3. Juli 1851 in Leipzig; † 23. Januar 1927 in Davos) war eine deutsche Schriftstellerin.

## Leben
Sie wurde als Tochter des Justizrats Karl Magnus Pöschmann in Leipzig geboren. Ihre Mutter Florentine, geb. von König, verstarb bereits 1855, sodass Bächtold ihrem Vater 1857 nach Dresden folgte, wo er als Rat am Oberappellationsgericht tätig wurde und sich erneut verheiratete. Sie erhielt in Dresden ihre Ausbildung unter anderem durch Privatlehrer und den Besuch einer höheren Töchterschule.
Auf einer Erholungsreise in die Schweiz lernte sie in Ragaz den Oberförster Martin Bächtold kennen, den sie 1878 heiratete. Ihr Ehemann unterstützte ihre schriftstellerische Tätigkeit und in der Folgezeit erschienenen Novellen und Lustspiele Bächtolds in verschiedenen Zeitungen. Einige Werke wurden ausgezeichnet. Nach einer Pause, in der sich Bächtold der Erziehung ihrer Kinder Armin (1879–1955) und Wanda (1880–1966) widmete, erschienen ab 1893 wieder Werke von ihr im Druck.

## Werke
- Im Dienste des Vaterlandes. Einacktiges Lustspiel in zwei Abteilungen. Grüningen 1893.
- Landvogt und Fledermaus. Fastnachtsspiel in zwei Akten. Grüningen 1894.
- Die Höllenmaschine. Schwank in 1 Akt. 1894. Spätere Ausgabe Sigrist, Wetzikon 1926.
- Bauplätze. Schauspiel in 4 Aufzügen. Grüningen 1894-
- Festspiel zur Einführung der Wasserversorgung in Ragaz. Ragaz 1899.
- Chlaus Töni, der letzte freie Walser im Calfeisental. Kulturhistorische Novelle. 1935. Spätere Ausg. Schuler, Chur 1965.